# Eliaskirken
Eliaskirken også kaldt Elias Kirke er en kirke, der ligger på Vesterbros Torv i København.

## Historie
Kirken blev opført som følge af den massive befolkningstilvækst, der skete i årene fra 1880, hvor der på Vesterbro kun var en enkelt kirke, Sankt Matthæus Kirke, til sognets omkring 25000 beboere, frem til starten af 1900-tallet, hvor der boede omkring 70000 på Vesterbro. Kirken blev indviet den 17. maj 1908.
I 1898 holdt menigheden til i den tidligere dansesal "Valkyrien", der blev ombygget til Sct. Mariæ kirkesal tegnet af arkitekten Valdemar Koch. Ved Eliaskirkens indvielse i 1908 blev lokalet brugt af den menighed, der i 1909 fik opført Mariakirken, hvorefter kirkesalen blev ombygget og fungerede som alkoholfri restaurant.
Kirken er tegnet af arkitekterne Martin Nyrop og Julius Smith for Det Københavnske Kirkefond. Martin Nyrop havde tidligere tegnet Luther Kirken for fonden, mens arkitekterne sammen havde tegnet Københavns Rådhus. Kirken deler i kraft af dens høje, smalle facade og to små tvillingetårne visse stiltræk med Tveje Merløse Kirke og Fjenneslev Kirke. Kirken er opført på grunden mellem to bygninger, der stadig ligger på Vesterbros Torv. På grunden lå der før en drivremmefabrik. Murermesteren var Andreas Wildt.

## Kirkebygningen og inventar
Eliaskirken markerer sig på gadebilledet med sine kraftige kæmpestensmure og brede stentrappe fra torvet. Foran kirken står en fontæne af Rolf Harboe, opsat i 1915. På facaden over indgangsportalen er et relief af profeten Elias i en ildvogn omgivet af syngende engle, udarbejdet af Rolf Harboe. Bag portalen er det tredelte kirkerum med pulpiturer og kor hævet otte trin over skibet. Rummet har plads til 800 personer i bænkeraderne. Kirkerummet er beklædt med lys kalksandsten og har i midterskibet åben tagstol med ovenlys. Tagstolens vægge er smykkede med malede dekorationer af blomster og fugle, mens tværbjælkerne under ovenlysvinduerne er prydet af engle. Andre gengående dekorationer er rosen, hjertet og korset, der er kendte fra Luthers signet. Altertavlen på den store korvæg blev udført af Frans Schwartz i 1909 og afbilleder Kristi forklaring. I højre sideskib er indrettet et dåbskapel med en granitdøbefont prydet med kors og et glasmaleri med rosen og hjertet. I samme rum findes også et maleri, udført af Maria Thymann, der forestiller den unge Jesus i templet, med profetinden Anna og den gamle Simeon. Under koret er der indrettet et bederum for præsten. Under kirkerummet er der en rummelig krypt med mødesal, menighedslokaler, bibliotek og køkken. Kirkens nuværende orgel, bygget af Marcussen & Søn, er på 32 stemmer.

## Kirkebygningen
- Vesterbros Torv, København.
- Indgang.

## Interiør
- Kirkerum.
- Alter.
- Prædikestol.
- Døbefont.
- Orgelfacade.

## Gravminder
Tekst mangler, hjælp os med at skrive teksten

## Eksterne kilder og henvisninger
1. 1 2 3  Norman Svendsen, Erik (1990).  Norman Svendsen, Margit; Norman Svendsen, Erik (red.). Nyere Danske Kirker. Valby: Unitas Forlag. s. 38-40. ISBN 87-7517-255-0.

- Elias Kirke Arkiveret 31. januar 2011 hos  Wayback Machine hos nordenskirker.dk
- Elias Kirke Arkiveret 19. september 2015 hos  Wayback Machine hos KortTilKirken.dk

- Wikimedia Commons har flere filer relateret til Eliaskirken